# Metabonellia haswelli
Metabonellia haswelli is een lepelworm uit de familie Bonelliidae. De wetenschappelijke naam van de soort werd in 1920 gepubliceerd door Jonhston en Tiegs.